# 7708 Fennimore
7708 Fennimore è un asteroide della fascia principale. Scoperto nel 1994, presenta un'orbita caratterizzata da un semiasse maggiore pari a 2,3977348 UA e da un'eccentricità di 0,1530236, inclinata di 2,61530° rispetto all'eclittica.
L'asteroide è dedicato all'astronomo britannico Guy Fennimore.